# Kruševljani
Kruševljani su naseljeno mjesto u općini Nevesinje, Republika Srpska, BiH.

## Zemljopis
Nalazi se u gornjem dijelu Nevesinjskoga polja.

## Povijest
U Kruševljanima je postojala brojna katolička zajednica. Drugi svjetski rat bio je vrlo tegobno razdoblje za Hrvate nevesinjskog kraja. Mnogi su otišli već 1941.,planištarima je opao broj, a kobne 1942. slijedi krvavo opadanje i propadanje. Već od siječnja četnički pohodi okrvavili su Neretvu, u koje su četnici u prvom pohodu bacali ljude, žene i djecu, ubijene i žive koje su onda s obale puškom gađali. Preživjele su spasili muslimani kroz čija ih je sela Neretva nosila. Zbog višekratnog četničkoga koljačkog pohoda nevesinjska župa izgubila je oko 300 članova. Hrvati katolici iz Kruševljana uspjeli su ostati u Kruševljanima i poslije drugog svjetskog rata, za razliku od mnogih mjesta nevesinjske župe. Godine 1972. je u Seljanima podignuta je grobljanska kapelica u čast sv. Ivana Krstitelja za Kruševljane, Dramiševo, Seljane i Vranješinu. Pred rat je započeta i nikad dovršena grobljanska kapelica u Kruševljanima. Grobljanska kapelica u Seljanima srušena je u velikosrpskoj agresiji 1992., a obnovljena i blagoslovljena 2003. godine.
Oko katoličkog groblja su brojne stare kuće pokojnih Raguža i njihovih potomaka. Potomci tih hrvatskih obitelji danas su po Donjoj Hercegovini i Dubrovniku.

## Religija
U Kruševljanima se nalazi katoličko groblje i nekropola stećaka.
Katoličko groblje nalazi se u samom mjestu i naziva se i Raguževo groblje.

## Stanovništvo

### Popisi 1961. – 1991.
| Kruševljani   |              |              |              |              |
| godina popisa | 1991.        | 1981.        | 1971.        | 1961.        |
| Muslimani     | 144 (91,72%) | 200 (93,90%) | 256 (92,75%) | 251 (85,08%) |
| Hrvati        | 12 (7,64%)   | 11 (5,16%)   | 15 (5,43%)   | 27 (9,15%)   |
| Srbi          | 0            | 0            | 4 (1,44%)    | 16 (5,42%)   |
| ostali        | 1 (0,63%)    | 2 (0,93%)    | 1 (0,36%)    | 1 (0,34%)    |
| ukupno        | 157          | 213          | 276          | 295          |

### Popis 2013.
| Kruševljani        |              |
| godina popisa      | 2013.        |
| Bošnjaci           | 23 (100,00%) |
| Srbi               | 0            |
| Hrvati             | 0            |
| ostali i nepoznato | 0            |
| ukupno             | 23           |

## Vanjske poveznice
- Župa Uznesenja BDM, Nevesinje Nastavak radova na sanaciji puta Kruševljani - Seljani, 16. lipnja 2010.
- Župa Uznesenja BDM, Nevesinje Radovi na sanaciji puta Kruševljani - Seljani, 15. lipnja 2010.